# Eventmarketing
Eventmarketing (auch Event-Marketing, Live-Kommunikation, Live-Marketing) bezeichnet die zielgerichtete und systematische Planung von Veranstaltungen (Messen, Konferenzen, Verkaufspräsentationen, Investoren-Versammlungen, Pressekonferenzen, Sport- und Kulturveranstaltungen) als absatzpolitisches Instrument oder image- und meinungsbildungsfördernde Maßnahmen zur Durchsetzung der Unternehmensziele und zum Aufbau der Reputation, auch der des Topmanagements im Besonderen, im Rahmen der Marketing-Kommunikation. Neben Marketing-Instrumenten werden Techniken der Inszenierung auch aus anderen Bereichen (Show, Theater, Performance) angewandt.
Eventmarketing spricht (potentielle) Kunden sehr direkt und persönlich an und ist eine typische Below-the-line Marketing-Maßnahme. Ein Dienstleistungsunternehmen, das im Auftrag Events organisiert, wird Eventagentur genannt. 
Unter Marketing-Events versteht man geplante Ereignisse in Form von Veranstaltungen und Aktionen, die den Adressaten unternehmens- und produktbezogene Kommunikationsinhalte erlebnisorientiert vermitteln sollen.

## Merkmale von Events
- Erlebnisorientiert
- Interaktivität
- Inszenierung
- Eigeninitiierung

Die klassischen Kommunikationsaufgaben des Marketing-Events lauten: Information, Emotion, Aktion und Motivation. Erst ihre Mixtur macht das Marketing-Event wirksam.
Eventmarketing ist heute ein gleichberechtigtes Mittel im Marketing-Mix von Unternehmen. Es stellt heute, anders als noch in den 1990er Jahren, einen sehr wichtigen Bestandteil der Kommunikationsmaßnahmen dar. Die Wirkungsweise wurde umfangreich wissenschaftlich dokumentiert und kann in der Fachliteratur nachvollzogen werden. Besonders in den letzten 10 Jahren, in denen die Nähe zum Kunden immer wichtiger wurde, um im Wettbewerb zu bestehen, haben sich Marketing-Events in Charakter und Auftreten eine Eigenständigkeit geschaffen, die ihnen eine beinahe gleichwertige Position zur klassischen Kommunikation einbrachte.
Hintergrund des Eventmarketing ist die Fragmentierung der Märkte und die zunehmende Reizüberflutung der Konsumenten durch die klassischen Werbeformen. Werbung in Zeitung, Radio, Fernsehen oder Internet wird ergänzt oder ersetzt durch eine Aktionsform, die die Zielgruppe direkt erreicht und mit ihr aktiv und emotional interagiert. Die Vertiefung von Beziehungen zur Zielgruppe ist das Ziel.
In Deutschland haben sich Eventagenturen als Partner von Unternehmen für deren Eventmarketing spezialisiert. Einige Agenturen haben sich 1997 in einem Fachverband FME (Forum Marketing-Eventagenturen) zusammengeschlossen, der mittlerweile 50 Mitgliedsagenturen hatte und im FAMAB – Verband Direkte Wirtschaftskommunikation, aufging.

## Ausbildung
Das Eventmanagement ist eine eigene Berufsspezialisierung, die sich ausschließlich mit der Konzeption und Realisation von Events befasst.
In Deutschland gibt es an verschiedenen Hochschulen Bachelor-, Master- und MBA-Studiengänge für Medien-, Sport- und Eventmanagement. Zudem kann Eventmanagement und -marketing auch Teil des Modulkatalogs in Tourismus-Studiengängen sein.
Als Ausbildungsweg steht in Deutschland eine Lehre zum/-r Veranstaltungskaufmann/-frau (IHK) in Event- und Werbeagenturen, Veranstaltungsbüros oder Marketingabteilungen offen. Dieser Berufsabschluss lässt sich alternativ als Kombination aus Theorie- und Praktikumsphasen in Vollzeitausbildungen privater Bildungseinrichtungen erlangen. Außerdem kann auch eine Ausbildung zur Fachkraft für Veranstaltungstechnik (IHK) als Einstieg in das Eventmanagement dienen.
Zudem kann auch der Abschluss zum staatlich geprüften Betriebswirt in Veranstaltungs- und Eventmanagement auf zweitem Bildungsweg auf einer Fachschule erlangt werden.
Viele aktive Eventmanager sind mit einer anderen kaufmännischen Ausbildung in die Branche eingestiegen und haben sich das Fachwissen über viele Jahre Berufserfahrung angeeignet. Diese können nachträglich die Prüfung zum/-r „Veranstaltungsfachfrau/-mann (IHK)“ oder zum Weiterbildungsabschluss Veranstaltungsfachwirt/-in (IHK) ablegen. Quereinsteiger finden ein berufsbegleitendes Fort- und Weiterbildungsangebot bei privaten Bildungsanbietern.